# Månens topografi
Månens topografi er blevet kortlagt med laseraltimetri og analyse af stereobilleder, senest fra data opnået gennem Clementine-missionen. Den mest iøjnefaldende del af Månens topografi er det store Sydpol-Aitkenbassin på månens bagside, hvor den laveste højde på månen findes. Den højeste elevation findes lige nordøst for dette bassin, og det er blevet foreslået at dette område kan være dannet ved materiale fra et nedslag i Sydpol-Aitkenbassinet, der er sket i en skrå vinkel. Andre store nedslagsbassiner, såsom månehavet Imbrium, Serenitatis, Crisium, Smythii og Orientale, har også regionale lave elevationer og høje kraterrande.